# Primera División (Argentinien) 1969
Die Primera División 1969 war die 39. Spielzeit der argentinischen Fußball-Liga Primera División. Diese wurde untergliedert in zwei Halbjahresmeisterschaften, die jeweils einen argentinischen Meister hervorbrachten. In der ersten Jahreshälfte fand das Torneo Metropolitano statt, die zweite Jahreshälfte wurde im Torneo Nacional ausgespielt. Dieser Modus wurde bis ins Jahr 1985 beibehalten, ehe man sich der Spielweise in Europa anpasste und nicht mehr im Kalenderjahr, sondern von Sommer zu Sommer spielte.

## Torneo Metropolitano
Das Torneo Metropolitano war die erste Halbjahresmeisterschaft. Es begann am 21. Februar und endete am 6. Juli 1969. Zunächst wurden zwei Gruppen gebildet, deren beide bestplatzierte Mannschaften sich in zwei Halbfinalspielen trafen. Aus diesen Semifinals wurden die beiden Finalteilnehmer ermittelt. Diese waren im Jahr 1969 die Chacarita Juniors und River Plate. Die Chacarita Juniors konnte sich letztlich im Endspiel durchsetzen und wurde zum ersten und bis heute einzigen Mal in der Vereinsgeschichte argentinischer Meister.

### Gruppenphase

#### Gruppe A
| Pl. | Verein                | Sp. | S  | U | N  | Tore    | Diff. | Punkte |
| --- | --------------------- | --- | -- | - | -- | ------- | ----- | ------ |
| 1.  | Boca Juniors          | 22  | 12 | 6 | 4  | 034:110 | +23   | 30     |
| 2.  | Chacarita Juniors     | 22  | 13 | 4 | 5  | 033:260 | +7    | 30     |
| 3.  | Vélez Sársfield       | 22  | 9  | 8 | 5  | 036:240 | +12   | 26     |
| 4.  | CA Independiente      | 22  | 10 | 5 | 7  | 028:250 | +3    | 25     |
| 5.  | CA San Lorenzo (M)    | 22  | 10 | 3 | 9  | 037:270 | +10   | 23     |
| 6.  | CA Lanús              | 22  | 8  | 7 | 7  | 037:340 | +3    | 23     |
| 7.  | Gimnasia y Esgrima LP | 22  | 10 | 3 | 9  | 028:270 | +1    | 23     |
| 8.  | Rosario Central       | 22  | 6  | 9 | 7  | 018:240 | −6    | 21     |
| 9.  | CA Banfield           | 22  | 6  | 8 | 8  | 024:360 | −12   | 20     |
| 10. | Colón de Santa Fe     | 22  | 4  | 6 | 12 | 022:430 | −21   | 14     |
| 11. | Club Atlético Atlanta | 22  | 2  | 5 | 15 | 018:370 | −19   | 09     |

| (M) | Vorjahres-Meister Metropolitano |

#### Gruppe B
| Pl. | Verein                  | Sp. | S  | U  | N  | Tore    | Diff. | Punkte |
| --- | ----------------------- | --- | -- | -- | -- | ------- | ----- | ------ |
| 1.  | Racing Club             | 22  | 14 | 7  | 1  | 045:160 | +29   | 35     |
| 2.  | River Plate             | 22  | 12 | 7  | 3  | 035:210 | +14   | 31     |
| 3.  | Estudiantes de La Plata | 22  | 11 | 5  | 6  | 033:240 | +9    | 27     |
| 4.  | CA Huracán              | 22  | 8  | 8  | 6  | 038:290 | +9    | 24     |
| 5.  | CA Platense             | 22  | 8  | 7  | 7  | 033:320 | +1    | 23     |
| 6.  | Quilmes AC              | 22  | 8  | 6  | 8  | 028:340 | −6    | 22     |
| 7.  | Newell’s Old Boys       | 22  | 5  | 11 | 6  | 024:280 | −4    | 21     |
| 8.  | Unión de Santa Fe (N)   | 22  | 7  | 5  | 10 | 022:260 | −4    | 19     |
| 9.  | Argentinos Juniors      | 22  | 2  | 9  | 11 | 017:290 | −12   | 13     |
| 10. | Deportivo Morón (N)     | 22  | 5  | 3  | 14 | 016:380 | −22   | 13     |
| 11. | CA Los Andes            | 22  | 1  | 10 | 11 | 024:390 | −15   | 12     |

| (N) | Vorjahres-Aufsteiger aus der Primera B Nacional 1968 |

### Halbfinale
|              | Ergebnis |                   |
| ------------ | -------- | ----------------- |
| Racing Club  | 0:1      | Chacarita Juniors |
| Boca Juniors | 0:0      | River Plate       |

River Plate erreichte das Endspiel trotz Remis gegen die Boca Juniors, da man in der ersten, im Ligamodus ausgetragenen Phase, mehr Punkte sammeln konnte als der Kontrahent.

### Finale
|                   | Ergebnis |             |
| ----------------- | -------- | ----------- |
| Chacarita Juniors | 4:1      | River Plate |

### Meistermannschaft
| Chacarita Juniors | |
|                   | Ángel Bargas, Franco Frassoldati, Jorge Gómez, Ángel Marcos, Ricardo-Horacio Neumann, Rodolfo Orife, Bernabé Palacios, Abel Pérez, Eliseo Petrocelli, Raúl Poncio, Juan Carlos Punturero, Leonardo Recúper Trainer: Argentino Geronazzo |

### Torschützenliste
| Pl. | Nat.           | Spieler                 | Verein                  | Tore |
| --- | -------------- | ----------------------- | ----------------------- | ---- |
| 1   | Brasilien 1968 | Wálter Machado da Silva | Racing Club             | 14   |
| 2   | Paraguay 1954  | Bernardo Acosta         | CA Lanús                | 13   |
| 3   | Argentinien    | Eduardo Flores          | Estudiantes de La Plata | 12   |
| 3   | Argentinien    | Omar Wehbe              | Vélez Sársfield         | 12   |
| 5   | Argentinien    | Roque Avallay           | Newell’s Old Boys       | 11   |

## Torneo Nacional
Das Torneo Nacional wurde mit achtzehn Teilnehmern ausgespielt, die im Ligasystem je einmal gegeneinander spielten. Es begann am 5. September und endete am 14. Dezember 1969.
Am Ende des Torneo Nacional konnten sich die Boca Juniors durchsetzen und wurde zum elften Mal in der Vereinsgeschichte argentinischer Fußballmeister.

### Tabelle
| Pl. | Verein                    | Sp. | S  | U | N  | Tore    | Diff. | Punkte |
| --- | ------------------------- | --- | -- | - | -- | ------- | ----- | ------ |
| 1.  | Boca Juniors              | 17  | 13 | 3 | 1  | 035:110 | +24   | 29     |
| 2.  | River Plate               | 17  | 11 | 5 | 1  | 034:110 | +23   | 27     |
| 3.  | CA San Lorenzo            | 17  | 12 | 3 | 2  | 041:180 | +23   | 27     |
| 4.  | CA Independiente          | 17  | 11 | 3 | 3  | 036:140 | +22   | 25     |
| 5.  | Quilmes AC                | 17  | 9  | 1 | 7  | 035:300 | +5    | 19     |
| 6.  | Vélez Sársfield (M)       | 17  | 6  | 7 | 4  | 022:140 | +8    | 19     |
| 7.  | Chacarita Juniors         | 17  | 6  | 6 | 5  | 026:260 | ±0    | 18     |
| 8.  | Racing Club               | 17  | 7  | 3 | 7  | 025:200 | +5    | 17     |
| 9.  | CA Huracán                | 17  | 7  | 3 | 7  | 022:180 | +4    | 17     |
| 10. | Estudiantes de La Plata   | 17  | 7  | 2 | 8  | 026:260 | ±0    | 16     |
| 11. | CA Talleres               | 17  | 6  | 2 | 9  | 022:350 | −13   | 14     |
| 12. | AC San Martín             | 17  | 3  | 8 | 6  | 017:300 | −13   | 14     |
| 13. | Sportivo Desamparados     | 17  | 5  | 3 | 9  | 028:380 | −10   | 13     |
| 14. | CA Lanús                  | 17  | 5  | 2 | 10 | 018:240 | −6    | 12     |
| 15. | CA Platense               | 17  | 2  | 6 | 9  | 025:350 | −10   | 10     |
| 16. | Unión de Santa Fe         | 17  | 2  | 6 | 9  | 017:260 | −9    | 10     |
| 17. | San Martín de Tucumán     | 17  | 2  | 5 | 10 | 014:410 | −27   | 09     |
| 18. | San Lorenzo Mar del Plata | 17  | 3  | 2 | 12 | 018:440 | −26   | 08     |

| (M) | Vorjahres-Meister Nacional |

### Meistermannschaft
| CA Boca Juniors | |
|                 | Jorge Coch, Norberto Rubén Madurga, Silvio Marzolini, Orlando José Medina, Julio Meléndez, Miguel Nicolau, Nicolás Novello, Armando Ovide, Ignacio Peña, Rubén Peracca, Oscar Pianetti, Ramón Héctor Ponce, Antonio Rattín, Roberto Rogel, Ángel Clemente Rojas, Antonio Roma, Rubén Omar Sánchez, Raúl Armando Savoy, Rubén Suñé Trainer: Alfredo Di Stéfano |

### Torschützenliste
| Pl. | Nat.        | Spieler         | Verein           | Tore |
| --- | ----------- | --------------- | ---------------- | ---- |
| 1   | Argentinien | Carlos Bulla    | CA Platense      | 14   |
| 1   | Argentinien | Rodolfo Fischer | CA San Lorenzo   | 14   |
| 3   | Argentinien | Óscar Mas       | River Plate      | 13   |
| 3   | Argentinien | Héctor Yazalde  | CA Independiente | 13   |
| 5   | Argentinien | Carlos Bianchi  | Vélez Sársfield  | 12   |